# Aruej
Aruej o Aruex (Arueix en aragonés) era la cabecera de un señorío de origen visigótico conocido como Bardaruex que hoy es propiedad particular y está abandonado desde 1976. Pertenece al municipio español de Villanúa (Huesca). Está compuesto por una torre fortificada del siglo XIV cuyos basamentos son del siglo VII y la iglesia románica de San Vicente del XI. Está situado en la orilla derecha del río Aragón. Actualmente está en ruinas.

## Ubicación
Se encuentra dentro del Camino de Santiago, a dos kilómetros de los barrios de Santiago y La Espata de Villanúa, surgidos al amparo del turismo de la nieve y del desarrollo urbanístico.

## Toponimia
Etimológicamente el nombre tiene su origen en la palabra prerromana Arraugia / Arraugio; torrente o arroyo.
A sus habitantes se les apodaba nogueros.

## Historia
Se trata de la población del Valle del Aragón del que se tienen noticias más antiguas, siendo la primera referencia histórica a este lugar registrada en el siglo VII las crónicas visigodas de Toledo del siglo VII en las que se establecía como función del Señor de Aruej, entonces perteneciente a la nobleza pirenaica, mantener abierta militarmente la calzada del Summo Porto romano, actual Somport. 
En el reinado del rey de Pamplona Sancho III el Mayor (ca. 992-1035) se establecieron los puertos pertenecientes al señor de Aruej, adquiriendo gran importancia en la Alta Edad Media, llegando a dar nombre a lo que hoy día son los términos municipales de Villanúa y Castiello de Jaca como Valle de Aruej (Bardaruex).
La creación por parte del rey Sancho Ramírez de la Villa Nueva frente a Aruej, fundamentalmente para atender a los peregrinos del Camino de Santiago, dio lugar a conflictos de convivencia por pastos, aprovechamientos y lindes entre las partes, que trataron de resolverse entre los siglos XII y el XIX con la firma de varias 'Cartas de Paz'. 
En un documento del 1135 del cartulario de Santa Cruz de la Serós aparece documentado un noble "Lope Sanz de Arruex", mientras que posteriormente el 30 de diciembre del 1199 Pedro II de Aragón dio el castillo de la "bal d'Arrux" con todos sus términos a Pedro Pomar a cambio del despoblado medieval de Ornat.

### Señorío de Acín
En agosto de 1332 era señor de Aruej, Blasco I de Acín, quien aparece documentado junto a su hijo Sancho, comprando los lugares de Acín, Larrosa e Iguácel a Pedro de Murillo, monje del monasterio de la Oliva, quien actuaba como prior general de las monjas de Cambron del Orden del Císter, que eran las señoras naturales de dichos lugares: "los vendió en toda forma y rigor a los Señores Blas de Azin, y a Sancho de Azin su hijo, testificada dicho mes y año por Pedro de Salvatierra Notario público de Zaragoza y real".La propiedad de estos tres nuevos señoríos, conocidos de manera conjunta como señorío de La Garcipollera, fue causa de disputas y conflictos entre las diversas ramas descendientes de Blasco I, con ocasión de la división del mismo entre sus dos hijos: el citado Sancho y Egidio de Acín.
Dos años antes, el 8 de febrero de 1330, Blasco I de Acín y su esposa Andrea Vita, ambos vecinos de Zaragoza), que habían cedido a Sancho la mitad del molino harinero de Aruej a cambio de la mitad de la "moltura".
Entre los siglos XIV y XV fueron sucesivamente señores de Aruej, Edigio de Acín (hijo primogénito y sucesor de Blasco I en el Casal de los Acín), Ximeno de Acín (probablemente hijo del anterior) y sus tres hijos: García de Acín, Gil de Acín, estos dos fallecidos sin hijos, y Blasco II de Acín, todos ellos intervinieron en algún momento en el proceso anterior sobre la propiedad del señorío de La Garcipollera.  
Este último, fue el padre de Blasco III de Acín, quien en torno a 1440 contraería matrimonio con Catalina Abarca, hija de Guiralt Abarca, señor de Gavín, siendo ambos padres de Blasco IV de Acín Abarca, señor de Aruej desde 1489,quien a su vez contrajo matrimonio en 1463 con otra Catalina Abarca,hija de Rodrigo Abarca Acín, señor de la mayor parte de La Garcipollera. A Blasco IV le sucedió, como señor de Aruej, su nieto Gil de Acín Bonet en torno a 1520. 
Hasta 1571 Aruej tuvo el rango eclesiástico de arciprestazgo.

### Carta de Paz de 1637
Mediante este acuerdo firmado por el señor de Aruej y el ayuntamiento de Villanúa, los territorios de la margen izquierda del Aragón quedaron bajo la jurisdicción de Villanúa, este fue el caso de los términos de la Collarada, la Espata, la Silva y Orbil; por su parte el señor de Aruej mantuvo las tierras de la margen derecha, con los términos de Gabardito, Patro y Estiviellas. 
Se estableció un régimen de aprovechamiento disfrutado por las dos partes de los pastos, leña, carboneras y de la caza y pesca. Dos guardias (mesegueros) se encargaban de custodiar los campos. El arreglo de caminos, acequias y puentes también era compartido. En cuanto al alquiler o venta de bienes, se estableció que el beneficio se repartiera a partes iguales.
Este acuerdo estuvo vigente hasta 1918, cuando se vendió el señorío a Villanúa.

### Incorporación al municipio de Villanúa (1849)
En esa fecha el señorío de Aruej, junto con Cenarbe, perdió su autonomía administrativa y fue incorporado al municipio de Villanúa. Esto se produjo dentro de un proceso de racionalización administrativa orientado a agrupar entidades menores en otras más grandes. 
Según el Diccionario de Pascual Madoz, en 1845 contaba con dos casas, y 18 habitantes. 

### Venta del señorío a Villanúa (1918)
En ese año el señor de Aruej, Dionisio Irigoyen, vendió al ayuntamiento de Villanúa es resto de sus propiedades, excepto el terreno edificado de Aruej, por la elevada cantidad de 55.000 pesetas, que el municipio obtuvo de la venta del Monte de Estiviellas (actualmente Canfranc) al Estado y del del Boalar de la Espata a Acumuer.
Años más tarde, el último señor de Aruej, la familia Irigoyen, fue vendiendo a Mariano Izuel Sánchez, de la familia que habitaba Aruej, su última propiedad: la Pardina (monte bajo) de Aruej Alto. La finca completa, ya unificada, fue heredada en 1972 por Enrique Izuel Abadía, su hijo, que más tarde heredó la hija de este, que la vendió en 2007 a Adison Consulting, una promotora de Zaragoza.

## El gran proyecto de 2007
Adison Consulting consiguió que el Ayuntamiento de Villanúa aprobara en su PGOU un proyecto para Aruej que consistía en la edificación de un pueblo al estilo pirenaico en Aruej. Constaría de más de 400 viviendas con calles retorcidas y arquitectura tradicional en la que se asentarían dos docenas de artesanos que crearían así un poblado singular de gran atractivo turístico.
Sin embargo, justo tras comprar la finca estalló la gran crisis inmobiliaria y económica de 2008, que impidió cualquier inversión. Poco después, arruinado el proyecto y la inversión de Adison Consulting, uno de sus socios se hizo con la propiedad, que ostenta actualmente a la espera de tiempos mejores mientras el lugar se va deteriorando por falta de protección de su patrimonio arquitectónico.

## Patrimonio

### Patrimonio Civil

#### Torre fortificada
La Torre de Aruej está incluida dentro de la relación de castillos considerados Bienes de Interés Cultural en virtud de lo dispuesto en la disposición adicional segunda de la Ley 3/1999, de 10 de marzo, del Patrimonio Cultural Aragonés (BIC). Este listado fue publicado en el
Se trata de una torre de planta ligeramente rectangular, de cuatro plantas, que en sus fachadas conserva las primitivas saeteras. Además, posee ventanas enmarcadas en sillar de construcción original y un balcón de apertura posterior, dada su transformación en vivienda. La cubierta a dos aguas es posterior a la torre medieval.
Corresponde al modelo de casa torreada que abunda por esta comarca y correspondería al siglo XVI. Esta construcción atestigua los momentos de gran inseguridad que se vivieron en el Alto Aragón durante este los siglos XV y XVI, fundamentalmente debida a los conflictos nobiliarios, a los fronterizos con el reino de Francia, y a la existencia de bandoleros en esta zona de hábitat disperso y, por tanto, insegura.

#### Iglesia de San Vicente
Se trata de un edificio de una nave de planta rectangular, presbiterio y ábside semicircular con ventana con doble derrame y arco de medio punto. La bóveda de cañón está derruida. Las cornisas presentan canecillos, dos de los cuales conservan decoración, uno animal y el otro vegetal. La puerta, situada en el muro sur, tiene arco de medio punto, con tres arquivoltas lisas, sin capiteles. En el siglo XVIII un incendio causó su parcial destrucción.
La iglesia conservaba en los años ochenta del siglo XX la pila bautismal rectangular, semejante a la de Navasa, la pila de agua bendita y unas inscripciones epigráficas procedentes de una ermita próxima, habiendo sido expoliadas en el último siglo. En enero de 2010 la iglesia de San Vicente fue incluida en la "Lista Roja del Patrimonio" del colectivo Hispania Nostra. 
Este templo forma parte del nutrido conjunto de iglesias rurales románicas que se extienden por el norte de Aragón, como es el caso de Abay, Aratorés, Calvera, Guasilla y Javierrelatre.
El estado actual tanto de la iglesia como de la casa-torre es de ruina, ya que en ambos casos se han hundido las techumbres y las paredes corren peligro. Hay presentado en el Ayuntamiento de Villanúa un plan urbanístico que supondría su recuperación, pero que en estos momentos está parado.

## Galería de imágenes

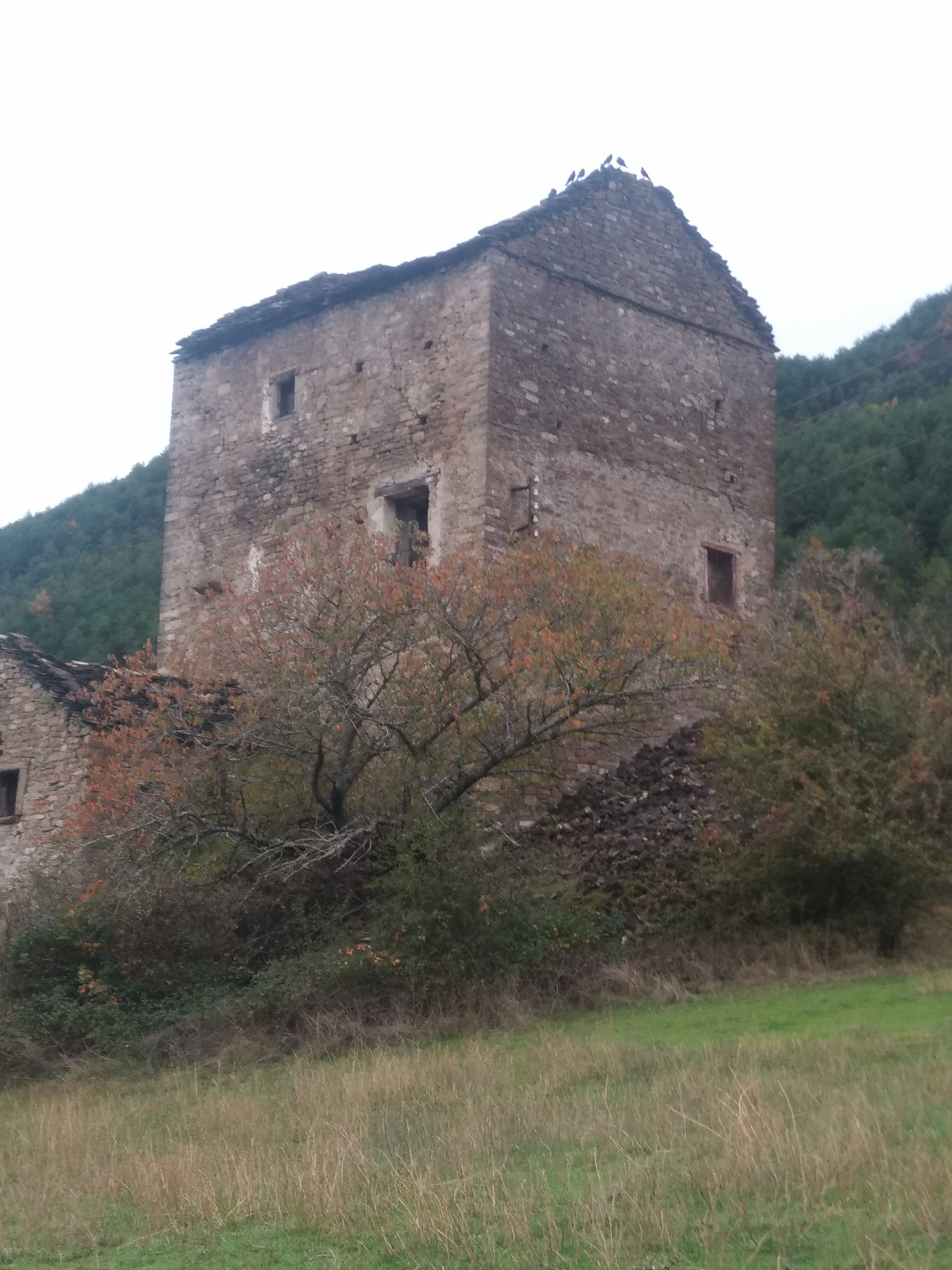
Torre medieval, fachadas Este y Sur
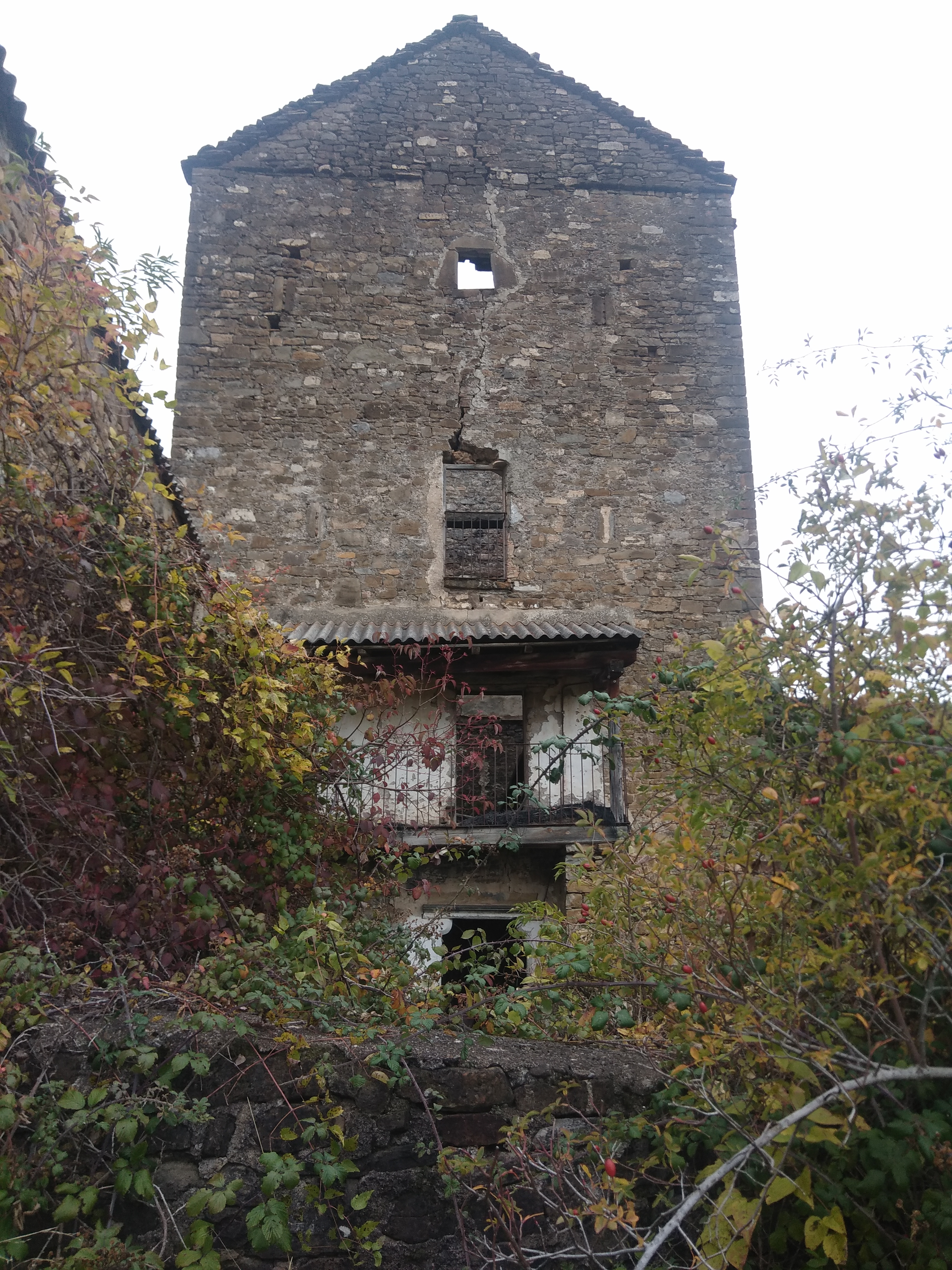
Torre medieval, fachada Oeste
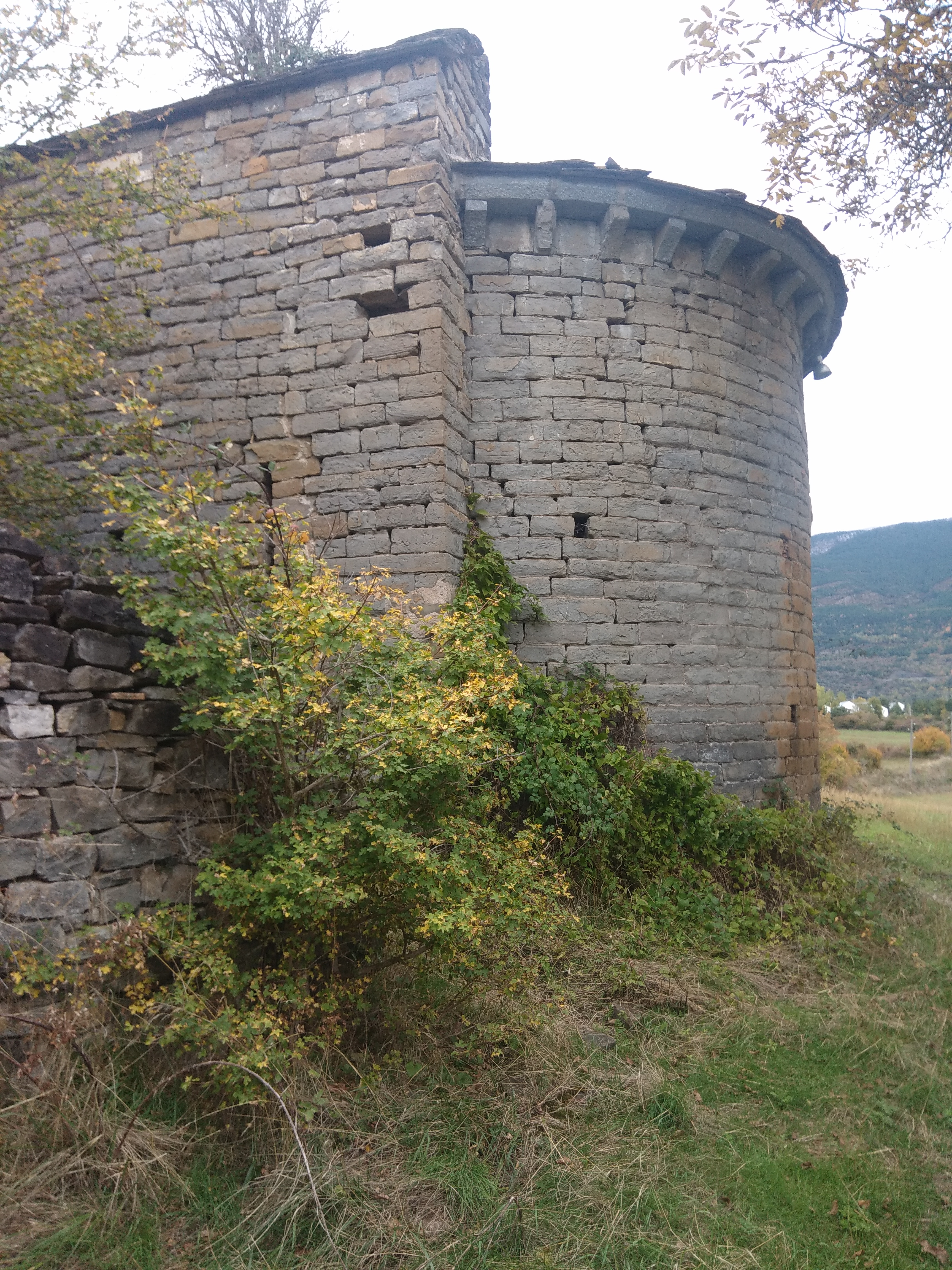
San Vicente, ábside y muro sur
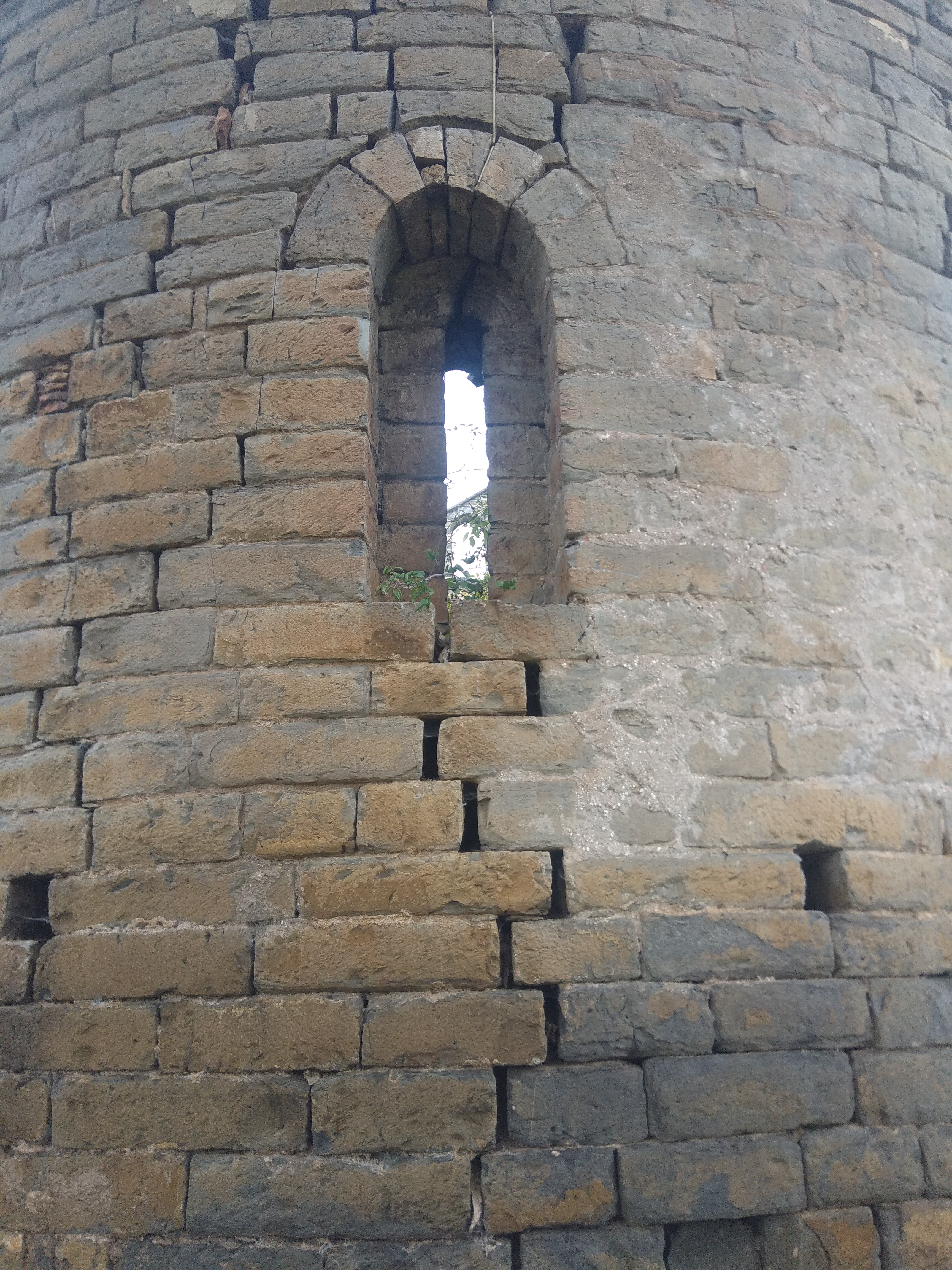
San Vicente, detalle del ábside
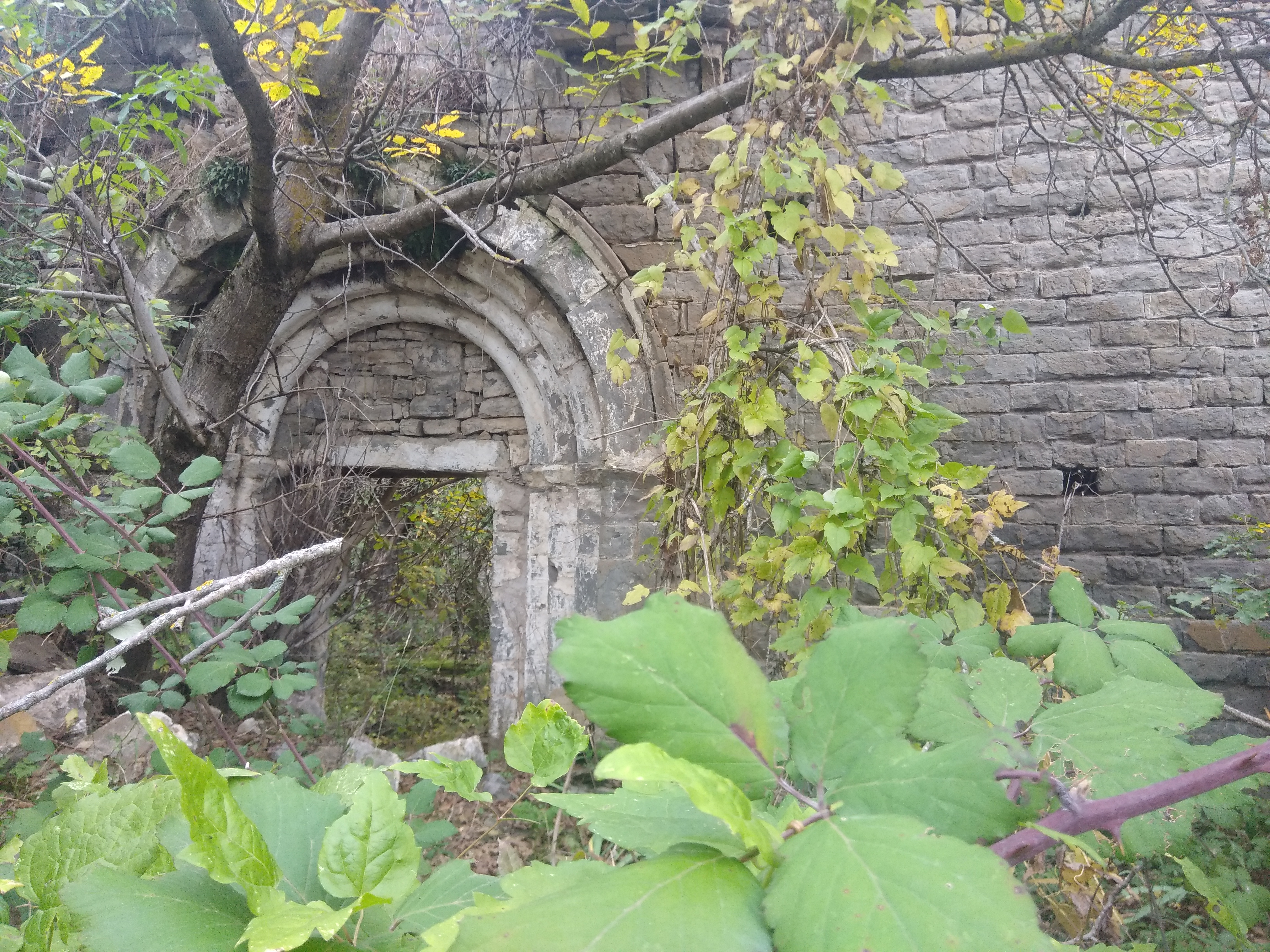
San Vicente, puerta románica